# Warmińskie organy
Warmińskie organy – na terenie Warmii, głównie w zabytkowych kościołach, znajduje się około 130 organów, choć nie wszystkie są w pełni sprawne. W historii tych instrumentów muzycznych na Warmii zaznaczyły się dwa okresy wzmożonej aktywności budowniczych.
Z pierwszego okresu budownictwa organowego, który przypada na XVII i początek XVIII w., pozostały zabytkowe szafy organów we Fromborku, Świętej Lipce, Ornecie, Pasymiu i Lidzbarku Warmińskim (na zamku).
Drugi okres przypada na przełom XIX i XX wieku. W tym czasie organmistrzowie przebudowali instrumenty zainstalowane w barokowych szafach, a także zbudowali szereg nowych instrumentów. W stylu romantyzmu utrzymane są instrumenty m.in. Bazyliki Narodzenia Najświętszej Maryi Panny w Gietrzwałdzie, organy kościoła św. Bartłomieja w Jezioranach. Cechą szczególną wymienionych instrumentów jest wyposażenie ich w mechaniczną trakturę gry i trakturę rejestrową, co było typowe dla instrumentów barokowych. Organy gietrzwałdzkie to nieduży instrument romantyczny o intonacji umożliwiającej także wykonanie wybranych dzieł kompozytorów barokowych. Z kolei trzymanuałowe organy w Jezioranach to przykład instrumentu liturgicznego, wyposażonego w piękne romantyczne głosy fletowe i niezwykle jasne mikstury. Organy kościoła św. Jana Chrzciciela w Biskupcu stanowią z kolei przykład budownictwa organowego drugiej połowy XX wieku. Są wyposażone w trakturę elektropneumatyczną.